# José Jadílson dos Santos Silva
José Jadílson dos Santos Silva, detto Jadílson (Maceió, 4 dicembre 1977), è un ex calciatore brasiliano, di ruolo difensore.

## Caratteristiche tecniche
Gioca come difensore laterale sinistro.

## Carriera

### Club
Tra il 2005 e 2006 ebbe la miglior fase della sua carriera, vincendo un Campionato Goiano e la Bola de Prata 2005. All'inizio del 2007 fu acquistato dal San Paolo, ma trovò poco spazio.
Nel 2008 passò in prestito al Cruzeiro, ma le incomprensioni con il tecnico Adílson Batista non gli permisero di mettersi particolarmente in evidenza.
Nel 2009, rescisse il contratto con il San Paolo e passò al Grêmio.

## Palmarès

### Club

#### Competizioni nazionali
- Campionato Goiano: 1

Goiás: 2006
- Campionato brasiliano: 1

San Paolo: 2007
- Campionato Mineiro: 1

Cruzeiro: 2008

### Individuale
- Bola de Prata: 1

2005